# Carbonell (motocicleta)
Carbonell fou una marca catalana de motocicletes, fabricades a Barcelona entre 1924 i 1927 pel fabricant de bicicletes Antoni Carbonell. Les Carbonell anaven equipades amb motor Villiers de 175 cc, i se'n fabricà una sèrie força curta.